# Poecilus koyi
Poecilus koyi – gatunek chrząszcza z rodziny biegaczowatych i podrodziny dzierowatych.

## Taksonomia
Gatunek ten opisany został po raz pierwszy w 1824 roku przez Ernsta Friedricha Germara. Wyróżnia się w jego obrębie dziesięć podgatunków:
- Poecilus koyi brutius Straneo, 1935
- Poecilus koyi desbrochersi Jeannel, 1942
- Poecilus koyi dinaricus Apfelbeck, 1904
- Poecilus koyi goricianus Miiller, 1921
- Poecilus koyi koyi Germar, 1824
- Poecilus koyi lossinianus Fairmaire, 1860
- Poecilus koyi monspessulani Schatzmayr, 1942
- Poecilus koyi mosorensis Jedlička, 1924
- Poecilus koyi viaticus Dejean, 1828
- Poecilus koyi vranensis Schatzmayr, 1929

Niektórzy autorzy traktują P. sericeus jako synonim P. koyi i wówczas włączają doń także podgatunki P. s. catalonicus i P. s. transpyrenaeus.

## Morfologia
Chrząszcz o wydłużonym ciele długości od 10 do 14 mm, ubarwiony czarno, często z połyskiem niebieskim lub fioletowoniebieskim, rzadko z połyskiem zielonym. Czułki są całkowicie czarne, a ich człony od pierwszego do trzeciego zaopatrzone są w ostre kile. Głowa wyposażona jest w mniejsze i słabiej wyłupiaste oczy niż u P. kugelanni. Przedplecze ma krawędzie boczne w zarysie wypukłe, od środka wypukle, wyraźnie się zwężające do wydatnych, prostych lub lekko rozwartych kątów tylnych. Dołki przypodstawowe są wyraźnie wgłębione, klinowate, a zewnętrzne z nich są długie i całkowicie oddzielone są od brzegu przedplecza podłużnymi, gładkimi żeberkami nieco węższymi i dłuższymi niż u P. sericeus. Podstawa przedplecza jest skąpo, ale wyraźnie punktowana, przy zewnętrznych dołkach przypodstawowych obrzeżona. Pokrywy mają silnie rozwinięte i wyraźnie odstające na boki ząbki w kątach barkowych oraz wgłębione i wyraźnie punktowane rzędy. Chetopory dyskalne na trzecim międzyrzędie są trzy lub cztery, a pierwszy z nich leży daleko przed środkiem długości pokrywy. Episternity zatułowia nie są dłuższe niż szersze. Odnóża mają stopy o członie ostatnim porośniętym od spodu szczecinkami. Genitalia samca mają edeagus nieco słabiej na bok zagięty niż u P. sericeus, silnie skręcony.

## Rozprzestrzenienie
Gatunek palearktyczny. Podgatunek nominatywny znany jest z Francji, Niemiec, Szwajcarii, Austrii, Włoch, Polski, Czech, Słowacji, Węgier, Ukrainy, Mołdawii, Rumunii, Bułgarii, Bośni i Hercegowiny, Serbii, Czarnogóry, Albanii, Macedonii Północnej, Grecji, Kazachstanu i Chin. P. k. monspessulani jest endemitem francuskiej Oksytanii. Endemitem Francji jest również P. k. desbrochersi. P. k. viaticus podawany jest z Austrii, Węgier i Włoch. P. k. brutius jest endemitem Apeninów. P. k. goricianus notowany jest z Włoch, Słowenii i Chorwacji. P. k. dinaricus znany jest z Chorwacji i Hercegowiny. P. k. lossinianus jest endemitem Chorwacji, P. k. mosorensis endemitem Mosoru, a P. k. vranensis endemitem Vranu.